# Чаклов
Чаклов (словац. Čaklov) — село в Словаччині, Врановському окрузі Пряшівського краю. Розташоване в східній частині Словаччини в північному куті Східнословацької низовини в долині Замутовського потоку.
Уперше згадується у 1282 році.
У селі є римо-католицький костел (1864).

## Населення
| Рік:            | 1994. | 2004.    | 2014.    | 2024.   |
| --------------- | ----- | -------- | -------- | ------- |
| Кількість осіб: | 2013  | 2264     | 2552     | 2774    |
| Різниця:        |       | +12,46 % | +12,72 % | +8,69 % |

| Рік:            | 2023. | 2024.   |
| --------------- | ----- | ------- |
| Кількість осіб: | 2737  | 2774    |
| Різниця:        |       | +1,35 % |

У селі проживає 2480 осіб.
Національний склад населення (за даними останнього перепису населення — 2001 року):
- словаки — 67,50 %,
- цигани — 31,30 %,
- чехи — 0,42 %,
- угорці — 0,05 %.

Склад населення за приналежністю до релігії станом на 2001 рік:
- римо-католики — 72,11 %,
- протестанти — 19,71 %,
- греко-католики — 4,29 %,
- православні — 0,23 %,
- не вважають себе вірянами або не належать до жодної вищезгаданої конфесії — 2,22 %.